# Donány
Donány (szlovákul Dohňany) község Szlovákiában, a Trencséni kerületben, a Puhói járásban. Alsózboró és Lednichidas tartozik hozzá.

## Fekvése
Puhótól 5 km-re északnyugatra, a Fehérvíz partján fekszik.

## Története
A község területe már a római korban lakott volt, ezt bizonyítják az itt előkerült i. e. 1. századból származó kerámialeletek.
A falut 1471-ben említik először a lednici uradalom részeként. A 15. században a Felvidék északnyugati területeire román pásztorok érkeztek, akik közül néhányan a mai település hegyeiben és völgyeiben telepedtek le. Ők később beolvadtak a környező szlovák lakosságba. Arról, hogy itt emberek lakta település található, 1532-ből származik az első adat. 1599-ben a török ütött rajta a falun. Lakói földműveléssel és állattenyésztéssel foglalkoztak.
A 18. század végén Vályi András így ír róla: „DOHNAI. vagy Dohnan. Tót falu Trentsén Vármegyében, lakosai katolikusok, fekszik hegyek között, határja középszerű, de néhol soványos, és szorgalmatos mivelést kíván, legelője gazdag, és lakosai számos juhokat tartanak.”
Fényes Elek 1851-ben kiadott geográfiai szótárában így ír a faluról: „Dohnyán, Trencsén m. tót falu, Pucho filial. 399 kath., 175 evang., 52 zsidó lak. F. u. többen.”
A trianoni békéig Trencsén vármegye Puhói járásához tartozott.
1923-ban a falu egy része leégett.

## Népessége
| Év:            | 1994. | 2004.   | 2014.   | 2024.   |
| -------------- | ----- | ------- | ------- | ------- |
| Emberek száma: | 1714  | 1757    | 1755    | 1903    |
| Eltérés:       |       | +2,50 % | -0,11 % | +8,43 % |

| Év:            | 2023. | 2024.   |
| -------------- | ----- | ------- |
| Emberek száma: | 1901  | 1903    |
| Eltérés:       |       | +0,10 % |

1910-ben 737, túlnyomórészt szlovák anyanyelvű lakosa volt.
2001-ben 1730 lakosából 1717 szlovák volt.
2011-ben 1736 lakosából 1681 szlovák volt.

## Neves személyek
- Itt szolgált Anton Bielek (1857-1911) szlovák író
- Itt szolgált Ferko Urbánek (1858-1934) szlovák író, hivatalnok
- Itt szolgált Jozef Gregor-Tajovský (1874-1940) szlovák író, költő, tanár, hivatalnok, politikus

## Nevezetességei
- 1865-ben épült, Szent Cirill és Metód tiszteletére szentelt római katolikus temploma
- 1992-ben épült evangélikus temploma
- Kataszterében több történeti erődített hely (pl. Gímes) is található[5]